# Sofi Oksanen
Sofi Oksanen, finska pisateljica, * 7. januar 1977, Jyväskylä, Finska. 
Oksanenova je objavila pet romanov, od katerih je Purge dobil največ priznanj. Za svoja literarna dela je prejela več mednarodnih in domačih nagrad, med drugim nagrado Nordijskega sveta za književnost. Njeno delo je bilo prevedeno v več kot 40 jezikov, tudi v slovenščino, in prodano v več kot dveh milijonih izvodov. V svojih delih se pogosto ukvarja z bolečim obdobjem estonske zgodovine, ki sta ga oblikovali sovjetska in nacistična okupacija.
Rodila se je na Finskem, očetu Fincu in mami Estonki.
Je zagovornica enakopravnosti spolov in pravic istospolno usmerjenih.

## Zgodnja leta in izobraževanje
Sofi-Elina Oksanen se je rodila in odraščala v mestu Jyväskylä na osrednjem Finskem. Njen oče je bil električar, mama inženirka. Oksanenova je študirala literaturo na Univerzi Jyväskylä in Univerzi v Helsinkih, kasneje pa dramo na Finski gledališki akademiji v Helsinkih.

## Dela
- Stalinove krave, v izvirniku Stalinin lehmät (angleški naslov Stalin's cows, objavljeno v finskem jeziku 2003)
- Baby Jane (pod enakim naslovom v angleščini, objavljeno v finskem jeziku 2005)
- Očiščenje, v izvirniku Puhdistus (angleški naslov Purge, objavljeno v finskem jeziku 2007)
- Ko golobice izginejo, v izvirniku Kun Kyyhkyset katosivat (angleški naslov When the Doves Disappeared, objavljeno v finskem jeziku 2012)
- Norma (pod enakim naslovom v angleščini, objavljeno v finskem jeziku 2015)